# Exodictyon blumii
Exodictyon blumii là một loài rêu trong họ Calymperaceae. Loài này được Nees ex Hampe M. Fleisch. mô tả khoa học đầu tiên năm 1899.